# Batalla de Saule
La batalla de Saule va tenir lloc el 22 de setembre de 1236 entre els Germans Livonians de l'Espasa i els samogitians pagans. Estant derrotats, la resta dels Germans Livonians van acceptar la incorporació a l'Orde Teutònic el 1237.
- En letó: Saules kauja («batalla del sol»)
- En lituà: Saulės mūšis («batalla del sol»)
- En alemany: Schlacht von Schaulen («batalla de Saule»)

## Història
Els Cavallers Livonians, sota el comandament del mestre Volquin, van tenir seriosos problemes a la dècada de 1230, juntament amb pocs recursos financers i falta de soldats. L'any 1236 Volquin va comandar una guerra, amb l'ajut del príncep de Pskov, cap al sud a la Samogítia.
Acompanyats per croats de Holstein, els Germans Livonians van saquejar diversos poblats dels samogitians, els quals havien escapat anteriorment. En el seu retorn cap al nord, els cavallers es van trobar amb un determinat grup de samogitians en un gual. Sense voler córrer el risc de perdre els seus cavalls en les terres pantanoses, els croats de Holstein van refusar lluitar a peu, forçant als livonians a acampar per passar la nit.
L'endemà un exèrcit compost de samogitians dirigits pel duc Vykintas i lituans comandats pel duc Mindaugas, van atacar l'exèrcit invasor. Les lleugerament armades forces natives sota el comandament dels Germans Livonians van fugir de la batalla, mentre els cavallers i els croats, inclòs Volquin, van ser anihilats.

## Ubicació
La Die livlandische Chronik Hermanns von Wartberge (Chronicum Livoniae, en llatí; 1372), de Hermann von Wartberge diu que la batalla va succeir en «terram Sauleorum» -«terra de Saule», el lloc exacte de la qual no es coneix-. Es creu que va poder haver estat a la rodalia de Šiauliai (Lituània), o també a les proximitats de la petita ciutat de Vecsaule en Bauska -en el territori que és avui el sud de Letònia-. El 1965, l'historiador alemany Friedrich Benninghoven va proposar el poble Jauniūnai del districte municipal de Joniškis de Lituània com el possible lloc de la batalla.